# びわ湖花噴水

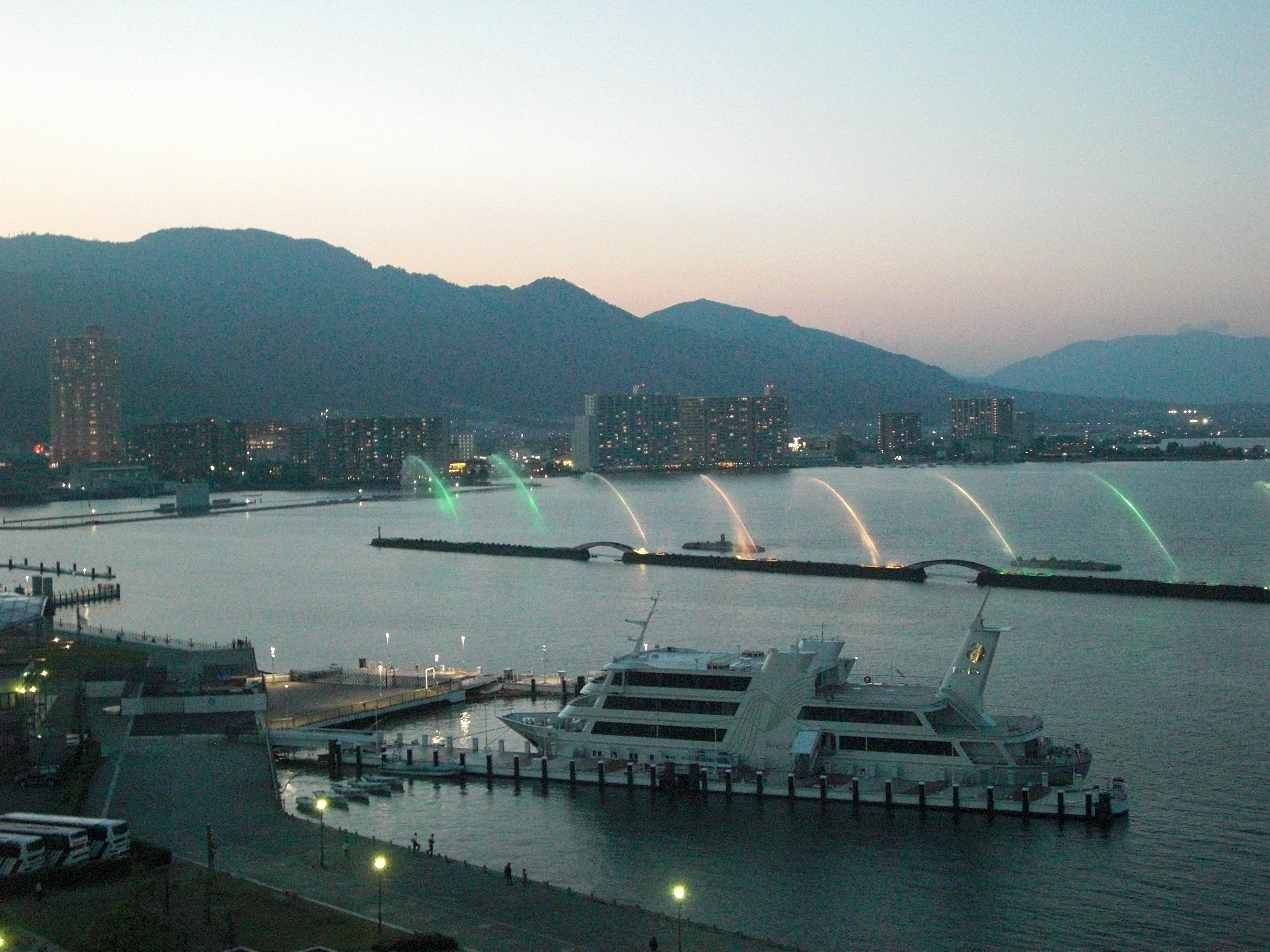
夕暮れ時のびわ湖花噴水（2012年5月。手前に写る船はビアンカ）

びわ湖花噴水（びわこはなふんすい）は、滋賀県大津市の琵琶湖上にある大噴水である。当噴水は浜大津総合整備事業の一環として整備が行われ、1995年（平成7年）3月に完成した。

## 概要
琵琶湖の南端に位置する、大津港の沖合180 mの防波堤上に設置されている。長さ約440 m・高さ最大約40 mの大噴水であり、横の長さは世界最大級。時間ごとに形を変えてゆき、夜はライトアップされる。
夏に開催される「びわ湖大花火大会」では、スターマインとびわ湖花噴水の競演を楽しむことができる。

## 基本情報
- 構築年 - 1995年（平成7年）
- 規模
  - 放射噴水 66本（3本束×22基）[3][4]
  - 長さ - 約440 m（約40 m×11個所）[3][4]
  - 高さ - 上段噴水：約30 m、中段噴水：約22 m、下段噴水：約15 m、直上噴水：約40 m×2本[注 1][3][4]
- 照明設備 - 3色（透明、橙、緑）[3][4]
- 所在地 - 〒520-0047 滋賀県大津市浜大津5丁目
- 注記 - 第2・第4水曜（祝日の場合は翌日）は点検のため運転休止[3][4]。悪天候時および電力需給ひっ迫時は運転中止[3]。

## ギャラリー

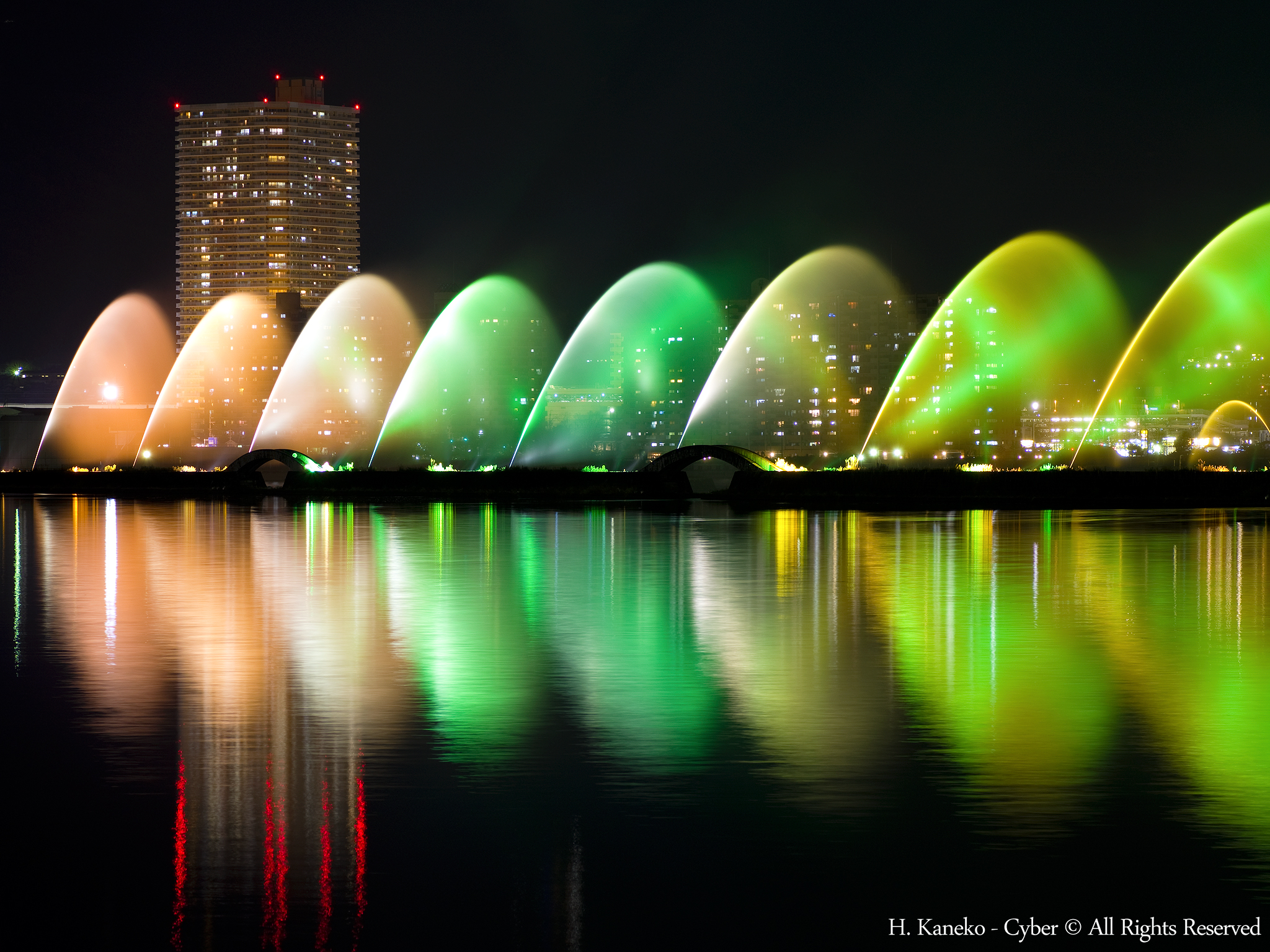
夜のびわ湖花噴水（2015年12月）